# Donald Nicholls, Baron Nicholls of Birkenhead
Donald James Nicholls, Baron Nicholls of Birkenhead, Kt, PC, QC (* 25. Januar 1933 in Bebington; † 25. September 2019) war ein britischer Jurist und Politiker, der ab 1994 als Life Peer Mitglied des House of Lords war.

## Leben

### Studium, Rechtsanwalt und Richter
Nach dem Besuch der Birkenhead School absolvierte Nicholls ein Studium der Rechtswissenschaften an der University of Liverpool sowie der Trinity Hall der University of Cambridge. Nach Abschluss des Studiums erhielt er 1958 seine anwaltliche Zulassung bei der Anwaltskammer (Inns of Court) von Middle Temple. Im Anschluss war er als Rechtsanwalt tätig und erhielt 1974 den Titel Kronanwalt verliehen. 1981 wurde er darüber hinaus „Bencher“ von Middle Temple.
1983 erfolgte seine Berufung zum Richter an dem für England und Wales zuständigen High Court of Justice, an dem er bis 1986 Richter der Kammer für Wirtschaftssachen (Chancery Division) war. Zugleich wurde er 1983 zum Knight Bachelor geschlagen und führte seitdem den Namenszusatz „Sir“. 1986 wurde Sir Donald Nicholls Richter (Lord Justice of Appeal) an dem für England und Wales zuständigen Appellationsgericht (Court of Appeal). Zugleich wurde er 1986 Privy Councillor. Zuletzt fungierte er als Nachfolger von Nicolas Browne-Wilkinson, Baron Browne-Wilkinson zwischen 1991 und seiner Ablösung durch Richard Scott, Baron Scott of Foscote 1994 als Vizekanzler des High Court of Justice. In diese Zeit fielen bedeutende Urteile wie Harries v Church Commissioners for England (1992).

### Lordrichter und bedeutende Urteile
Anschließend wurde er am 3. Oktober 1994 Lordrichter (Lord of Appeal in Ordinary) und als solcher aufgrund des Appellate Jurisdiction Act 1876 auch als Baron Nicholls of Birkenhead, of Stoke D’Abernon in the County of Surrey, Mitglied des House of Lords. Im Oberhaus gehört er zur Gruppe der sogenannten Crossbencher. Das Amt des Lordrichters übte er bis zu seinem Rücktritt am 10. Januar 2007 aus. Sein Nachfolger als Lordrichter wurde daraufhin David Neuberger, Baron Neuberger of Abbotsbury. Daneben war Lord Nicholls von 1998 bis 2004 als nichtständiges Mitglied am Hong Kong Court of Final Appeal, dem Obersten Berufungsgericht von Hongkong. Zuletzt fungierte er zwischen 2002 und 2007 als Second Senior Lord of Appeal als einer der dienstältesten Lordrichter.
Als Lordrichter wirkte er an zahlreichen bedeutenden Urteilen mit. Hierzu gehören Entscheidungen wie:
- Royal Brunei Airlines Sdn Bhd v Tan (1995): In diesem Verfahren aus dem Trust-Recht ging es um die Verletzung des Vertrauens und der Haftung wegen unehrlicher Unterstützung.
- White v White (2001): In diesem Verfahren kam es zu einer Grundsatzentscheidung über die Neuverteilung des Finanzvermögens und des Eigentums im Falle einer Ehescheidung.
- Reynolds v Times Newspapers Ltd (2001): In diesem Verfahren ging es um einen Fall aus dem Diffamierungsrecht über das qualifizierte Privileg zur Veröffentlichung von verleumderischen Aussagen im öffentlichen Interesse. Kläger war der frühere irische Premierminister (Taoiseach) Albert Reynolds.
- Fairchild v Glenhaven Funeral Services Ltd (2002): In diesem Verfahren aus dem sogenannten Tort Law ging es um die Verursachung eines bösartigen Mesotheliom durch Asbest und die Entschädigung der dadurch bedingten Asbestose.
- Shogun Finance Ltd v Hudson (2002): In diesem Verfahren aus dem sogenannten Contract Law ging es um das Thema Verwechslung als Grundlage für einen Rücktritt vom Vertrag.
- Tomlinson v Congleton Borough Council (2003): In diesem Verfahren kam es zu einer Grundsatzentscheidung über Delikte der Fahrlässigkeit und der Haftung von Besatzern und gilt als ein Meilenstein auf dem Gebiet britischer „Entschädigungskultur“.
- Wilson v First County Trust Ltd (No 2) (2003): In diesem Verfahren aus den Rechtsgebieten Menschenrechte, Verbraucherschutz und Vertragsrecht kam es zu einer wichtigen Entscheidung über die Anwendbarkeit des Art. 1 Europäische Menschenrechtskonvention (EMRK) und die Nutzung des Hansard bei Rechtsstreitigkeiten sowie zu Ansprüchen aufgrund des Verbraucherkreditgesetzes (Consumer Credit Act 1974) bei ungerechtfertigter Bereicherung.
- Campbell v Mirror Group Newspapers Ltd (2004): In diesem Verfahren handelte es sich um eine Klage des Fotomodells Naomi Campbell gegen die Mirror Group Newspapers Ltd auf Achtung der Menschenrechte und der Privatsphäre.
- A and Others v Secretary of State for the Home Department (2004): In diesem Verfahren aus dem Bereich der Menschenrechte wurde entschieden, dass die unbegrenzte Inhaftierung von ausländischen Gefangenen in der Justizvollzugsanstalt HM Prison Belmarsh ohne Gerichtsverfahren aufgrund des Abschnitt 23 des Anti-Terrorism, Crime and Security Act 2001 unvereinbar mit der EMRK war.
- Archibald v Fife Council (2004): In diesem Verfahren aus dem Arbeitsrecht ging es um die Anwendung des Gesetzes gegen die Benachteiligung von Menschen mit Behinderungen (Disability Discrimination Act 1995).
- Cream Holdings Ltd v Banerjee and the Liverpool Post and Echo Ltd (2004): In diesem Verfahren ging es um die Auswirkungen des Human Rights Act 1998 auf die Meinungsfreiheit.
- National Westminster Bank plc v Spectrum Plus Ltd (2005): In diesem Verfahren aus dem Unternehmensrecht ging es um eine Reihe von offenen rechtlichen Fragen im Zusammenhang mit Floating charges und dem Recharakterisierungsrisiko, die nach dem Common Law geregelt wurden.
- Gregg v Scott (2005): In diesem Verfahren aus dem Tort Law ging es um eine verlorengegangene Chance als Schadensursache. Lord Nicholls vertrat dabei eine abweichende Meinung, die vorsah, dass die verlorengegangene Chance auch hätte umsetzbar sein müssen.
- Jackson v Royal Bank of Scotland (2005): In diesem Verfahren aus dem Vertragsrecht ging es um die Geltendmachung zukünftiger Schäden.
- R (Jackson) v Attorney General (2005): In diesem Verfahren kam es nebenbei (obiter dictum) erstmals zu richterlichen Ausführungen in Ausübung ihrer amtlichen Eigenschaft zu den Grenzen der Parlamentssouveränität.
- R (Begum) v Headteacher and Governors of Denbigh High School (2006): In diesem Verfahren kam es zu einer Grundsatzentscheidung in Bezug auf die gesetzliche Regelung religiöser Symbole und Kleidung aufgrund des Human Rights Act 1998.
- OBG Ltd v Allan (2007): In diesem Verfahren kam es zu einer Grundsatzentscheidung im Tort Law zum unerlaubten Handeln in wirtschaftlicher Hinsicht und der vertraglichen Interferenz.